# 先諾區
先諾區（羅馬化：Sennenskiy rayon）是白俄羅斯北部维捷布斯克州的一個區，行政中心为先諾，面積13.38平方公里，2009年人口26,307，人口密度每平方公里13.38人。